# Conyza pusilla
Conyza pusilla là một loài thực vật có hoa trong họ Cúc. Loài này được Houtt. mô tả khoa học đầu tiên.